# Torneo Preolímpico de las Américas de 1960
El Torneo Preolímpico de las Américas de 1960 se llevó a cabo entre el 16 y el 30 de abril de 1960, en Lima, Perú. Se realizó una etapa clasificatoria previa con partidos de ida y vuelta. 
En el torneo tomaron parte cinco equipos, de los cuales consiguieron la clasificación Argentina, Perú y Brasil, que participarían en los Juegos Olímpicos de Roma 1960.
La FIFA y el COI habían determinado realizar una eliminatoria continental. Se inscribieron dos equipos de la Zona norteamericana (NAFC) (México y Estados Unidos) y dos de Centroamérica y el Caribe (CCCF) (Antillas Neerlandesas y Guayana Neerlandesa); por lo que estos cuadros disputaron series preliminares a visita recíproca en su respectivas áreas, para posteriormente unirse a los conjuntos sudamericanos, en un certamen que de forma excepcional fue continental.

## Ronda preliminar
| 8 de octubre de 1959 | México                | 2:0 (2:0) | Estados Unidos | Estadio de la Ciudad Universitaria, Ciudad de México     |                                                          |
|                      | Díez 14' · Moreno 44' |           |                | Asistencia: 30 000 espectadores Árbitro(s): Álvaro Macís | Asistencia: 30 000 espectadores Árbitro(s): Álvaro Macís |

| 22 de noviembre de 1959 | Estados Unidos | 1:1 (1:0) | México   | Estadio Rancho Ciénega, Los Ángeles                        |                                                            |
|                         | Murphy 8'      |           | 80' Meza | Asistencia: 10 000 espectadores Árbitro(s): Raymond Morgan | Asistencia: 10 000 espectadores Árbitro(s): Raymond Morgan |

| 25 de octubre de 1959 | Antillas Neerlandesas    | 2:2 (2:1) | Guayana Neerlandesa      | Estadio del Rif, Willemstad |                          |
|                       | Jansen 3' · Valerian 22' |           | 12' Niekoop · 46' Marcet | Árbitro(s): Harry Letnom    | Árbitro(s): Harry Letnom |

| 29 de noviembre de 1959 | Guayana Neerlandesa                                              | 4:1 (2:0) | Antillas Neerlandesas | Estadio Nacional, Paramaribo |                            |
|                         | Niekoop 12' · Lagadeau 20' · Foe A Man 25' · Beltrand 50' (a.g.) |           | 89' Dirksz            | Árbitro(s): Benito Jackson   | Árbitro(s): Benito Jackson |

| 16 de diciembre de 1959 | Chile              | 1:5 (0:2) | Argentina                                                | Estadio Nacional, Santiago de Chile |                         |
|                         | Fuentes 57' (pen.) |           | 2' Bilardo · 21' 63' Bonnano · 65' Pérez · 80' Rodríguez | Árbitro(s): Luis Ventre             | Árbitro(s): Luis Ventre |

| 22 de diciembre de 1959 | Argentina                                                       | 6:0 (3:0) | Chile | Estadio Jorge Alejandro Newbery, Buenos Aires |                                |
|                         | Bonnano 4' 85' · Heredia 32' · Basílico 42' 72' · Rodríguez 75' |           |       | Árbitro(s): Juan Carlos Robles                | Árbitro(s): Juan Carlos Robles |

| 16 de diciembre de 1959 | Perú                                                         | 6:0 (3:0) | Uruguay | Estadio Nacional, Lima   |                          |
|                         | Pasache 6' 23' · Nieri 27' · Altuna 46' · A. Ramírez 66' 86' |           |         | Árbitro(s): Erwin Hieger | Árbitro(s): Erwin Hieger |

| 22 de diciembre de 1959 | Uruguay                       | 2:3 (1:2) | Perú                              | Estadio Nacional, Lima   |                          |
|                         | Moreno 2' · Mocchi 74' (pen.) |           | 20' 45' (pen.) Altuna · 65' Nieri | Árbitro(s): Erwin Hieger | Árbitro(s): Erwin Hieger |

| 20 de diciembre de 1959 | Colombia     | 2:0 (1:0) | Brasil | Estadio El Campín, Bogotá                                   |                                                             |
|                         | Home 34' 55' |           |        | Asistencia: 45 000 espectadores Árbitro(s): Rodrigo Miranda | Asistencia: 45 000 espectadores Árbitro(s): Rodrigo Miranda |

| 27 de diciembre de 1959 | Brasil                                                                     | 7:1 (4:0) | Colombia      | Estadio de Maracaná, Río de Janeiro                           |                                                               |
|                         | China 20' 22' · Manoelzinho 32' 51' 57' · Germano 34' · Lombana 64' (a.g.) |           | 80' Manjarrés | Asistencia: 35 087 espectadores Árbitro(s): Juan Regis Brozzi | Asistencia: 35 087 espectadores Árbitro(s): Juan Regis Brozzi |

## Organización

### Participantes
| Equipos participantes | Equipos participantes | Equipos participantes |
| --------------------- | --------------------- | --------------------- |
| Argentina             | Brasil                | Guayana Neerlandesa   |
| México                | Perú                  |                       |

### Sedes
| Lima                      |
| ------------------------- |
| Estadio Nacional del Perú |
| Capacidad: 55 000         |
|                           |

## Resultados

### Clasificación
| Equipo              | PJ | PG | PE | PP | GF | GC | Dif | PTS |
| ------------------- | -- | -- | -- | -- | -- | -- | --- | --- |
| Argentina           | 4  | 4  | 0  | 0  | 14 | 5  | +9  | 8   |
| Perú                | 4  | 3  | 0  | 1  | 7  | 3  | +4  | 6   |
| Brasil              | 4  | 2  | 0  | 2  | 7  | 7  | 0   | 4   |
| México              | 4  | 1  | 0  | 3  | 6  | 6  | 0   | 2   |
| Guayana Neerlandesa | 4  | 0  | 0  | 4  | 4  | 17 | –13 | 0   |

### Partidos
| 16 de abril de 1960 | Argentina                                                           | 6:2 (2:2) | Guayana Neerlandesa         | Estadio Nacional, Lima                                   |                                                          |
|                     | Wooter 25' (a.g.) · Oleniak 35' · Rendo 50' 70' · Desiderio 73' 86' |           | 16' Niekoop · 44' Foe A Man | Asistencia: 55 000 espectadores Árbitro(s): Erwin Hieger | Asistencia: 55 000 espectadores Árbitro(s): Erwin Hieger |

| 16 de abril de 1960 | Perú         | 1:0 (0:0) | México | Estadio Nacional, Lima                                        |                                                               |
|                     | Gallardo 58' |           |        | Asistencia: 55 000 espectadores Árbitro(s): Juan Regis Brozzi | Asistencia: 55 000 espectadores Árbitro(s): Juan Regis Brozzi |

| 19 de abril de 1960 | Brasil       | 2:1 (2:0) | México      | Estadio Nacional, Lima   |                          |
|                     | Bruno 1' 25' |           | 50' Álvarez | Árbitro(s): Erwin Hieger | Árbitro(s): Erwin Hieger |

| 19 de abril de 1960 | Perú                          | 3:1 (0:1) | Guayana Neerlandesa | Estadio Nacional, Lima |  |
|                     | Gallardo 62' 87' · Altuna 79' |           | 43' Niekoop         |                        |  |

| 21 de abril de 1960 | México                                                 | 4:0 (2:0) | Guayana Neerlandesa | Estadio Nacional, Lima      |                             |
|                     | J. Ramírez 1' · Chávez 41' · Benitez 71' · Mercado 89' |           |                     | Árbitro(s): Friedrich Mayer | Árbitro(s): Friedrich Mayer |

| 21 de abril de 1960 | Argentina                       | 3:1 (3:0) | Brasil     | Estadio Nacional, Lima   |                          |
|                     | Desiderio 26' 36' · Oleniak 39' |           | 65' Jaburú | Árbitro(s): Erwin Hieger | Árbitro(s): Erwin Hieger |

| 24 de abril de 1960 | Perú           | 1:2 (0:1) | Argentina        | Estadio Nacional, Lima         |                                |
|                     | A. Ramírez 81' |           | 8' 88' Desiderio | Árbitro(s): Juan Carlos Robles | Árbitro(s): Juan Carlos Robles |

| 27 de abril de 1960 | Brasil                                                    | 4:1 (4:1) | Guayana Neerlandesa | Estadio Nacional, Lima         |                                |
|                     | Wooter 17' (a.g.) · Jaburú 21' · Maranhão 40' · China 41' |           | 8' Foe A Man        | Árbitro(s): Juan Carlos Robles | Árbitro(s): Juan Carlos Robles |

| 27 de abril de 1960 | Argentina                                | 3:1 (1:1) | México      | Estadio Nacional, Lima   |                          |
|                     | De Ciancio 41' · Oleniak 52' · Rendo 75' |           | 31' Álvarez | Árbitro(s): Erwin Hieger | Árbitro(s): Erwin Hieger |

| 30 de abril de 1960 | Perú                         | 2:0 (0:0) | Brasil | Estadio Nacional, Lima        |                               |
|                     | Nonô 60' (a.g.) · Altuna 85' |           |        | Árbitro(s): Juan Regis Brozzi | Árbitro(s): Juan Regis Brozzi |

## Clasificados
| Bandera de Argentina | Bandera de Perú | Bandera de Brasil |
| Argentina            | Perú            | Brasil            |
| Campeón 1.er título  | Subcampeón      | Tercer puesto     |